# Луї Бюффе
Луї Жозеф Бюффе (фр. Louis Joseph Buffet; 26 жовтня 1818, Мірекур — 7 липня 1898, Париж
) — французький політик та державний діяч, очолював кабінет міністрів Франції з 10 березня 1875 до 23 лютого 1876.

## Біографія
Луї Жозеф Бюффе народився у департаменті Вогези. Після здобуття юридичної освіти працював адвокатом. У 1848 році був обраний депутатом від Вогезького департаменту. Двічі був міністром під час президентства Шарля Луї Наполеона Бонапарта.
Після бонапартистського перевороту Луї Бюффе надовго відмовився від будь-якої участі в громадських і політичних справах країни, і лише в 1863 він був обраний в якості опозиційного кандидата до Законодавчого корпусу, де проявив себе як оратор середньої партії, яка намагалася поєднати справу реформ з вірністю династії і особливо домагалася збільшення парламентських повноважень й прав.
Обраний знову в травні 1869, він багато сприяв перемозі ліберального центру і був одним з ініціаторів запиту, підписаного 116 депутатами, що викликав відставку міністерства Руе і декрет Сенату, в силу якого палати отримали більше прав.
У парламентському міністерстві, утвореному 2 січня 1870 Еміля Олів'є, Бюффе прийняв портфель міністра фінансів, але 14 квітня вийшов у відставку разом з графом Дарю, так як при питанні про плебісцит він визнавав за імператором право звернення до народу лише з суто династичних питань.
Після обрання Бюффе 8 лютого 1871 до Національних зборів, він приєднався до правого центру, і коли Греві, президент Національного зборів, вийшов у відставку, Бюффе був обраний 4 квітня 1873 його наступником. У цій ролі брав у 1873 активну участь у скиненні Тьєра, а в 1875 — у проведенні конституційних законів.
Після оприлюднення їх, він сформував 10 березня 1875 консервативно-республіканське міністерство, в яке сам увійшов як віце-президент Ради і міністр внутрішніх справ. Примикав чим далі, тим більше до клерикалів і бонапартистів, голосував за клерикальні закони про освіту і вносив пропозиції про введення більш суворих законів для преси і про збереження стану облоги у великих містах. Підозрюваний одними в республіканських тенденціях, а іншими — у реакційних, Бюффе був залишений усіма і обійдений при обранні 75 довічних сенаторів. Так як Бюффе не був обраний і на сенаторських виборах по департаментах, а на виборах до Палати депутатів зазнав невдачі у чотирьох департаментах, він знайшов необхідним 24 лютого 1876 року піти у відставку. Пізніше Бюффе був обраний довічним сенатором, і в цьому званні виступив гарячим противником уряду з питань початкового навчання.
Луї Жозеф Бюффе помер 7 липня 1898 в столиці Франції — Парижі.

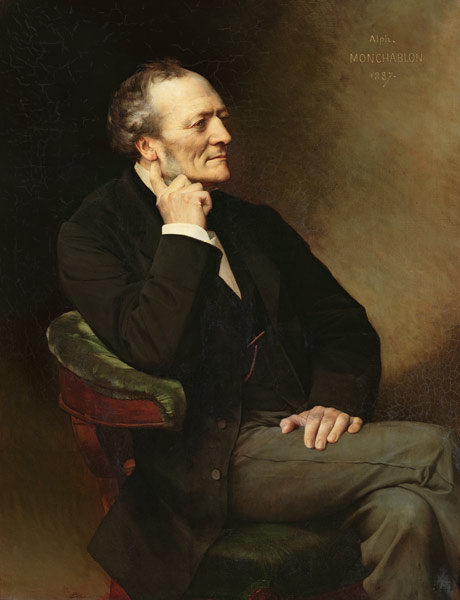
Портрет роботи Альфонса Моншаблона
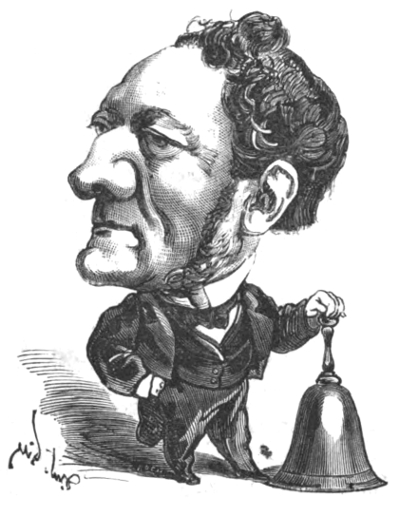
Карикатура на Бюффе